# Coupe européenne féminine de handball
La Coupe européenne (anglais : EHF European Cup), appelée Coupe des Villes jusqu'en 2000 puis Coupe Challenge jusqu'en 2020, est une compétition européenne féminine de handball, organisée par la Fédération européenne de handball (EHF). Il s'agit de la compétition du niveau le plus faible dans la hiérarchie des coupes d'Europe.

## Historique

Logo jusqu'en 2020

Créée en 1993, la Coupe des Villes est ouverte aux clubs de toutes les fédérations européennes. Elle constitue alors la quatrième Coupe d'Europe derrière la Ligue des champions (C1), la Coupe des coupes (C2) et la Coupe de l'EHF (C3).
En 2000, la compétition est renommée Coupe Challenge et est alors réservée aux moins bonnes nations. Ainsi, pour la première édition en 2000-2001, les clubs des meilleures fédérations (Allemagne, Danemark, Espagne, Norvège, Roumanie, Russie...) ne participent pas à la compétition qui est alors remportée par le club français du HBC Nîmes face au club croate du Split Kaltenberg.
Depuis 2006, c'est le Coefficient EHF qui établit le nombre de places attribuées à chaque nation en fonction de leurs performances dans l'ensemble des coupes d'Europe.
En 2020, la compétition est renommée Coupe européenne, conservant son format (matchs à élimination directe en aller-retour) et son mode de qualification (les nations les plus performantes selon le Coefficient EHF n'y participent pas).

## Palmarès
| Saison           | Vainqueur                                         | Finaliste                                         | Scores                                            | Total                                             |
| Coupe des Villes | Coupe des Villes                                  | Coupe des Villes                                  | Coupe des Villes                                  | Coupe des Villes                                  |
| ---------------- | ------------------------------------------------- | ------------------------------------------------- | ------------------------------------------------- | ------------------------------------------------- |
| 1994             | Buxtehuder SV                                     | Bækkelagets SK                                    | *22 – 21, 23 – 22                                 | 45 – 43                                           |
| 1995             | Rotor Volgograd                                   | Vasas Budapest                                    | *24 – 19, 24 – 20                                 | 48 – 39                                           |
| 1996             | AS Silcotub Zalău                                 | Gjerpen Håndball                                  | *23 – 15, 19 – 27                                 | 42E – 42                                          |
| 1997             | Francfort HC                                      | Ikast FS                                          | 29 – 25, *26 – 24                                 | 55 – 49                                           |
| 1998             | Ikast FS                                          | Francfort HC                                      | 27 – 22, *29 – 22                                 | 56 – 44                                           |
| 1999             | ŽORK Napredak Kruševac                            | Van Riet Nieuwegein                               | Forfait                                           | Forfait                                           |
| 2000             | Rapid Bucarest                                    | Randers HK                                        | *30 – 25, 26 – 26                                 | 56 – 51                                           |
| Coupe Challenge  |                                                   |                                                   |                                                   |                                                   |
| 2001             | HBC Nîmes                                         | Split Kaltenberg                                  | 22 – 18, *18 – 16                                 | 40 – 34                                           |
| 2002             | Universitatea Remin Deva                          | Buxtehuder SV                                     | *33 – 23, 31 – 25                                 | 64 – 48                                           |
| 2003             | Borussia Dortmund                                 | HC Selmont Baia Mare                              | *24 – 16, 21 – 27                                 | 45 – 43                                           |
| 2004             | 1. FC Nürnberg Handball                           | Universitatea Remin Deva                          | *29 – 23, 29 – 33                                 | 58 – 56                                           |
| 2005             | TSV Bayer 04 Leverkusen                           | Cercle Dijon Bourgogne                            | 27 – 28, *25 – 22                                 | 52 – 50                                           |
| 2006             | Rulmentul Brașov                                  | CS Tomis Constanța                                | *30 – 22, 25 – 24                                 | 55 – 46                                           |
| 2007             | ŽRK Naisa Niš                                     | Univ. Jolidon Cluj Napoca                         | 23 – 32, *30 – 21                                 | 53E – 53                                          |
| 2008             | VfL Oldenburg                                     | Mérignac Handball                                 | 31 – 25, *29 – 26                                 | 60 – 51                                           |
| 2009             | HBC Nîmes (2)                                     | Thüringer HC                                      | *26 – 22, 30 – 25                                 | 56 – 47                                           |
| 2010             | Buxtehuder SV (2)                                 | Frisch Auf Göppingen                              | 40 – 28, *28 – 26                                 | 68 – 54                                           |
| 2011             | Mios-Biganos BA                                   | Muratpaşa BSK                                     | 31 – 26, *30 – 29                                 | 61 – 55                                           |
| 2012             | HAC HB                                            | Muratpaşa BSK                                     | 36 – 27, 27 – 30                                  | 63 – 57                                           |
| 2013             | DHK Banik Most                                    | Fantasyland Samobor                               | 20 – 24, 26 – 17                                  | 46 – 41                                           |
| 2014             | H 65 Höör                                         | Issy Paris Hand                                   | 19 – 21, 23 – 21                                  | 42E – 42                                          |
| 2015             | Mios Biganos-Bègles (2)                           | Pogoń Szczecin                                    | 21 – 20, 28 – 24                                  | 49 – 44                                           |
| 2016             | Rocasa Gran Canaria ACE                           | Kastamonu Belediyesi GSK                          | 29 – 25, 33 – 29                                  | 62 – 48                                           |
| 2017             | ŽRK Lokomotiva Zagreb                             | H 65 Höör                                         | 23 – 19, 24 – 21                                  | 47 – 40                                           |
| 2018             | MKS Lublin                                        | Rocasa Gran Canaria                               | 22 – 22, 27 – 23                                  | 49 – 45                                           |
| 2019             | Rocasa Gran Canaria (2)                           | Pogoń Szczecin                                    | 30 – 23, 23 – 24                                  | 53 – 47                                           |
| 2020             | Annulée en conséquence de la pandémie de Covid-19 | Annulée en conséquence de la pandémie de Covid-19 | Annulée en conséquence de la pandémie de Covid-19 | Annulée en conséquence de la pandémie de Covid-19 |
| Coupe européenne |                                                   |                                                   |                                                   |                                                   |
| 2021             | CBF Málaga Costa del Sol                          | ŽRK Lokomotiva Zagreb                             | 32 – 28, 28 – 31                                  | 60 – 59                                           |
| 2022             | BM Gran Canaria (3)                               | CBF Málaga Costa del Sol                          | 21 – 17, 25 – 29                                  | 46E – 46                                          |
| 2023             | Antalya Konyaaltı                                 | CB Atlético Guardés                               | 17 – 23, 33 – 20                                  | 50 – 43                                           |
| 2024             | BM Elche                                          | Iuventa Michalovce                                | 22 – 20, 28 – 22                                  | 50 – 42                                           |
| 2025             | Valur Reykjavik                                   | BM Porriño                                        | 29 – 29, 25 – 24                                  | 54 – 53                                           |
| 2026             | ?                                                 | ?                                                 | .. – .., .. – ..                                  | .. – ..                                           |

## Bilan

### Par clubs
| Rang  | Club                      | Finales gagnées | Finales gagnées  | Finales perdues | Finales perdues |
| Rang  | Club                      | Nombre          | Années           | Nombre          | Années          |
| ----- | ------------------------- | --------------- | ---------------- | --------------- | --------------- |
| 1     | BM Gran Canaria           | 3               | 2016, 2019, 2022 | 1               | 2018            |
| 2     | Buxtehuder SV             | 2               | 1994, 2010       | 1               | 2002            |
| 3     | HBC Nîmes                 | 2               | 2001, 2009       | 0               | -               |
| -     | Mios Biganos-Bègles       | 2               | 2011, 2015       | 0               | -               |
| 5     | Francfort HC              | 1               | 1997             | 1               | 1998            |
| -     | Ikast FS                  | 1               | 1998             | 1               | 1997            |
| -     | Universitatea Remin Deva  | 1               | 2002             | 1               | 2004            |
| -     | H 65 Höör                 | 1               | 2014             | 1               | 2017            |
| -     | ŽRK Lokomotiva Zagreb     | 1               | 2017             | 1               | 2021            |
| -     | CBF Málaga Costa del Sol  | 1               | 2021             | 1               | 2022            |
| 11    | Rotor Volgograd           | 1               | 1995             | 0               | -               |
| -     | AS Silcotub Zalău         | 1               | 1996             | 0               | -               |
| -     | ŽORK Napredak Kruševac    | 1               | 1999             | 0               | -               |
| -     | Rapid Bucarest            | 1               | 2000             | 0               | -               |
| -     | Borussia Dortmund         | 1               | 2003             | 0               | -               |
| -     | 1. FC Nürnberg Handball   | 1               | 2004             | 0               | -               |
| -     | TSV Bayer 04 Leverkusen   | 1               | 2005             | 0               | -               |
| -     | CS Rulmentul-Urban Brasov | 1               | 2006             | 0               | -               |
| -     | ŽRK Naisa Niš             | 1               | 2007             | 0               | -               |
| -     | VfL Oldenburg             | 1               | 2008             | 0               | -               |
| -     | Le Havre AC Handball      | 1               | 2012             | 0               | -               |
| -     | DHK Banik Most            | 1               | 2013             | 0               | -               |
| -     | MKS Lublin                | 1               | 2018             | 0               | -               |
| -     | Antalya Konyaaltı         | 1               | 2023             | 0               | -               |
| -     | BM Elche                  | 1               | 2024             | 0               | -               |
| -     | Valur Reykjavik           | 1               | 2025             | 0               | -               |
| /     | Annulée                   | 1               | 2020             | 1               | 2020            |
| Total | Total                     | 32              | 1994-2025        | 8 (+24)         | 1994-2025       |

### Par nations
| Rang  | Nation               | Finales | Finales | Finales |
| Rang  | Nation               | Gagnées | Perdues | Total   |
| ----- | -------------------- | ------- | ------- | ------- |
| 1     | Allemagne            | 7       | 4       | 11      |
| 2     | Espagne              | 5       | 4       | 9       |
| 3     | France               | 5       | 3       | 8       |
| 4     | Roumanie             | 4       | 4       | 8       |
| 5     | Croatie              | 1       | 3       | 4       |
| -     | Turquie              | 1       | 3       | 4       |
| 7     | Danemark             | 1       | 2       | 3       |
| -     | Pologne              | 1       | 2       | 3       |
| 9     | Suède                | 1       | 1       | 2       |
| 10    | Russie               | 1       | 0       | 1       |
| -     | Serbie               | 1       | 0       | 1       |
| -     | Serbie-et-Monténégro | 1       | 0       | 1       |
| -     | République tchèque   | 1       | 0       | 1       |
| -     | Islande              | 1       | 0       | 1       |
| 14    | Norvège              | 0       | 2       | 2       |
| 15    | Hongrie              | 0       | 1       | 1       |
| -     | Pays-Bas             | 0       | 1       | 1       |
| -     | Slovaquie            | 0       | 1       | 1       |
| /     | Néant (2020)         | 1       | 1       | 2       |
| Total | Total                | 32      | 32      | 64      |

## Statistiques
- Plus grand nombre de victoires en finale : 3
  -  BM Gran Canaria
- Plus grand nombre de défaites en finale : 2
  -  Muratpaşa BSK
  -  SPR Pogoń Szczecin
- Aucun club n'a gagné 2 finales consécutives
- 1 club a perdu 2 finales consécutives :
  -  Muratpaşa BSK
- Plus grand nombre de participations à une finale : 3
  -  Buxtehuder SV
  -  Rocasa Gran Canaria
- Clubs ayant gagné une finale sans jamais en avoir perdue :
  -  ŽORK Napredak Kruševac
  -  Ikast IS
  -  TSV Bayer 04 Leverkusen
  -  HBC Nîmes
  -  Mios Biganos-Bègles
  -  Le Havre AC Handball
  -  Borussia Dortmund
  -  1. FC Nürnberg Handball
  -  VfL Oldenburg
  -  AS Silcotub Zalău
  -  CS Rulmentul-Urban Brasov
  -  Rapid Bucarest
  -  Rotor Volgograd
  -  HC Naisa Niš
  -  H 65 Höör
  -  ŽRK Lokomotiva Zagreb
  -  MKS Lublin
- Clubs ayant perdu en finale sans jamais en avoir gagné :
  - 2 finales perdues :
    -  Muratpaşa BSK

  - 1 finale perdue :
    -  Bækkelagets SK
    -  HC Selmont Baia Mare
    -  Vasas Budapest
    -  Universitatea Jolidon Cluj-Napoca
    -  CS Tomis Constanta
    -  Cercle Dijon Bourgogne
    -  Ikast FS
    -  Mérignac Handball
    -  Van Riet Nieuwegeln
    -  Randers HK
    -  Gjerpen Håndball
    -  Split Kaltenbrg
    -  Thüringer HC
    -  Frisch Auf Göppingen
    -  Fantasyland Samobor
    -  Issy Paris Hand
    -  Kastamonu B. Genclik SK
    -  BM Porriño
- Finales ayant opposé 2 clubs d'un même pays :
  - 2006 : CS Rulmentul-Urban Brasov  - CS Tomis Constanta 
  - 2010 : Buxtehuder SV  - Frisch Auf Göppingen